# دائرة ماسرة
دائرة  إحدى دوائر الجزائر التابعة لولاية مستغانم. عاصمتها هي ماسرة وتضم بلديات ماسرة وعين سيدي شريف والطواهرية ومنصورة.

## قائمة الهياكل الشبانية في الدائرة
- دار الشباب ماسرة مغالط بن فغول
- مركب رياضي جواري ماسرة بن عياد بن دهيبة
- قاعة متعددة النشاطات منصورة بدون تسمية
- قاعة متعددة النشاطات طواهرية المجاهد زين إبراهيم